# 河村拓哉
河村 拓哉（かわむら たくや、1993年12月20日 - ）は、日本のYouTuber、クイズプレイヤー、ライター、プロデューサー。ウェブメディア「QuizKnock」およびワタナベエンターテインメント（オフコース）所属。栃木県鹿沼市出身。ライター名は中黒が入った「河村・拓哉」表記。本名は篠原 拓哉（しのはら たくや）。妻は作家の篠原かをり。

## 人物
栃木県鹿沼市で生まれ、埼玉県へ移る。その後、小2から小5まで芳賀郡益子町に住み、鹿沼市に戻る。宇都宮短期大学附属中学校・高等学校を卒業後、2012年に東京大学に入学。休学期間を挟んだ後、東京大学理学部地球惑星環境学科を卒業。東京大学クイズ研究会OB。
2016年にQuizKnockを立ち上げる際の記事の執筆を伊沢拓司から依頼され、承諾したことでQuizKnockの立ち上げから関わるメンバーの一人になる。WEBメディア初期の頃は、QuizKnockの中心として記事の執筆や編集作業、ライターとの連絡などを行っていた。QuizKnockでは、謎解き問題の作成や記事の執筆、YouTubeチャンネルの動画企画などを担当している。動画に出演もしており、初出演動画は2017年4月29日に投稿された動画で、伊沢に次ぐ二人目の動画出演者である。
2021年度第3回日本漢字能力検定・準1級に200点満点中193点で初合格し、初合格した者の中で最も点数が高かった成績優秀者として、協会賞（個人の部）を受賞した。
2022年7月9日、前日8日に作家の篠原かをりと結婚したことを双方のTwitterで発表した。

## 出演

### テレビ番組（出演）
- 極楽とんぼKAKERUTV（ABEMA、2017年8月10日）[18]
- さんまの東大方程式（フジテレビ、2017年9月23日）[19]
- ペコジャニ∞!（TBSテレビ、2018年9月24日）- 赤門前インタビューでのVTR出演[2]
- 櫻井孝宏の（笑）（AT-X、2019年1月19日）[20][21]
- 日立 世界・ふしぎ発見!（TBSテレビ、2019年6月8日）[2]
- 野田レーザーの逆算（テレビ朝日、2022年4月7日[22]、4月14日[23]、4月21日[24]）
- ネプリーグ（フジテレビ、2022年9月5日、2023年3月6日・8月28日)
- ダブルタップミステリー（テレビ朝日、2023年5月5日[25]、5月12日[26]、6月3日[27]）
- クイズ!あなたは小学5年生より賢いの?（日本テレビ、2023年6月16日）[28]
- クイズプレゼンバラエティー Qさま!!（テレビ朝日、2023年8月7日[29]、10月16日[30]）

### テレビ番組（作問）
- 最強の頭脳 日本一決定戦! 頭脳王（日本テレビ）[12]

### インターネット番組
- 鶴崎修功の鶴チャン（ニコニコ動画、2021年10月26日）[31]

### イベント
- 第19回出版甲子園（JR新宿ミライナタワー、2023年11月26日） - 決勝大会のトークショーに出演[32]。

## 文筆

### 書評
- 河村・拓哉の推し・文芸（tree、2021年1月20日 - 3月24日）[7]

### 小説
- 冷たい牢獄より（Mephisto Readers Club、2022年7月4日[33]） - 『黒猫を飼い始めた』（講談社、2022年2月22日、ISBN 978-4-06-530632-1）収録。
- オタマジャクシの雨（Mephisto Readers Club、2023年1月30日[34]） - 『嘘をついたのは、初めてだった』（講談社、2023年11月15日、ISBN 978-4-06-531203-2）収録。

### 共著
- 河村拓哉、篠原かをり『雑学×雑談 勝負クイズ100』文藝春秋、2023年7月7日。ISBN 978-4-16-391723-8。